# Juan de Leyva y de la Cerda

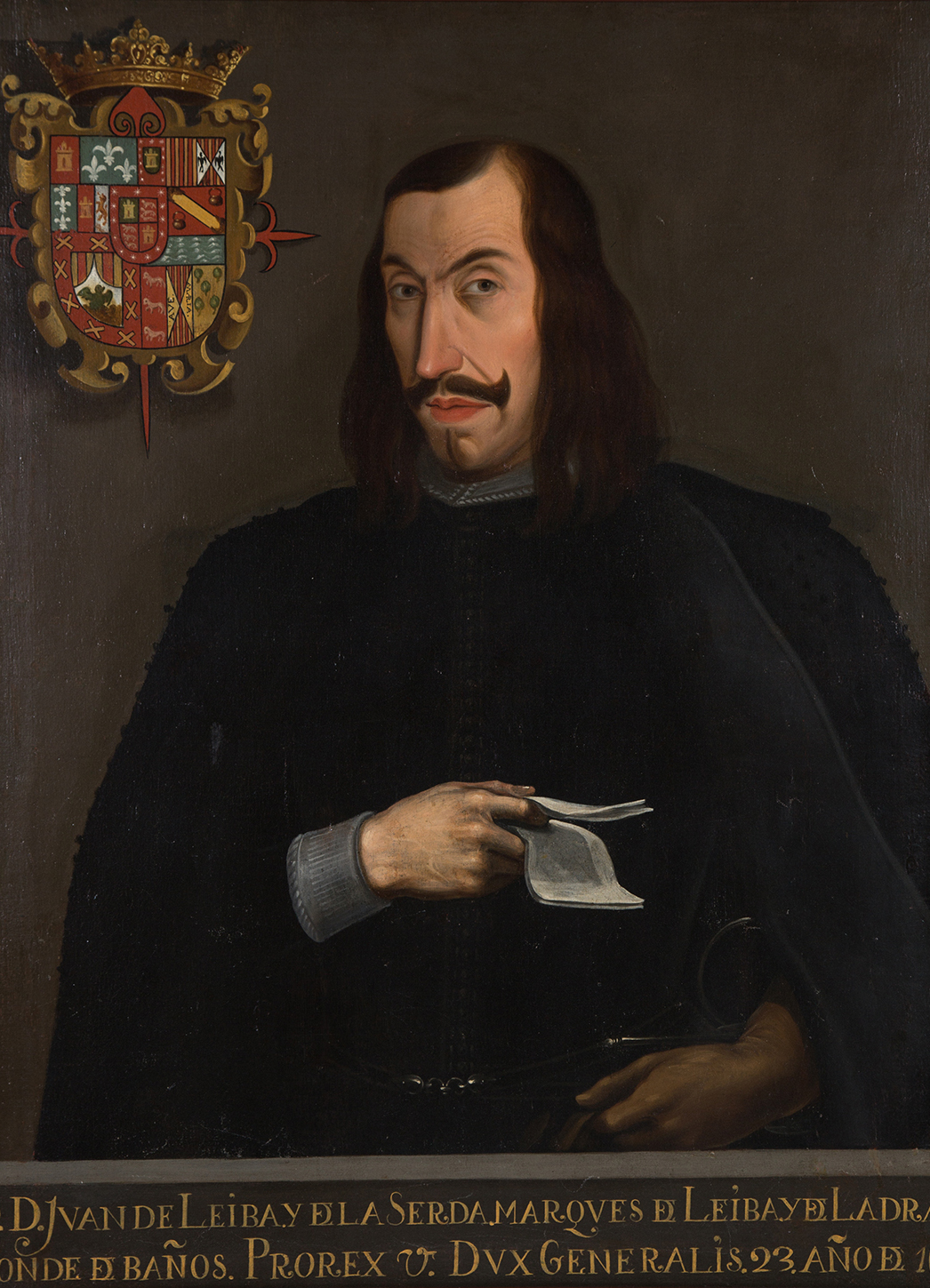
Juan de Leyva de la Cerda

Juan de Leyva de la Cerda, conde de Baños, Marqués de Leyva y de Ladrada (* 1604 in Alcalá de Henares, Spanien; † 1678 (nach anderen Angaben: 1667) in Spanien) war ein spanischer Kolonialverwalter, der als Vizekönig von Neuspanien amtierte.

## Leben

### Herkunft und Karriere in Europa
Juan de Leyva y de la Cerda entstammte einer alten spanischen Adelsfamilie. Er diente der Krone von jungen Jahren an in der spanischen Marine. Dort zeichnete er sich im Kampf gegen die Piraten des Mittelmeers aus. 1626 kämpfte er gegen die aufständischen Katalanen von Tarragona.
Er wurde in den Orden von Santiago aufgenommen und fungierte als Kammerherr am Hofe.

### Amtszeit als Vizekönig von Neuspanien
1660 berief ihn der spanische König Philipp IV. zum neuen Vizekönig von Neuspanien nach Mexiko. Leyva hatte bis dahin keinerlei Verwaltungs- oder Regierungserfahrung vorzuweisen.
Der Charakter de Leyvas wird von den Chronisten in düsteren Farben geschildert. Er wird als hochmütig und rüde im Umgang beschrieben – sein vorherrschender Wesenszug scheint aber seine Habgier gewesen zu sein. Man kann daher vermuten, dass der König ihn genau aus diesem Grunde auswählte: Die Finanzen der Krone befanden sich in einem desolaten Zustand, und in Madrid traute man Leyva zu, dass es ihm gelingen werde, aus Neuspanien mehr Steuern und Abgaben zu pressen, als dies seinen Vorgängern gelungen war (vorausgesetzt, für ihn selbst bliebe ein entsprechender Anteil hängen).
Im September 1660 kam Juan de Leyva in Mexiko-Stadt an und übernahm sein Amt. Kurze Zeit später geriet sein Sohn Pedro in einen Streit mit einem Bediensteten des Grafen von Santiago, der für den Diener tödlich endete. Der Graf wollte Pedro für seine Tat zur Verantwortung ziehen, woraufhin dieser einige Auftragsmörder engagierte, die den Grafen umbringen sollten. Das Vorhaben scheiterte, und die ganze Familie des Vizekönigs zog sich den Hass der örtlichen Aristokratie zu.
Zur selben Zeit führten die Unterdrückung und die andauernden Misshandlungen durch die Kolonialverwaltung zu Aufständen verschiedener Gruppen von einheimischen Indianern. 1661 erhoben sich etwa die Indigenos von Tehuantepec gegen die Spanier.
Der Vizekönig beschlagnahmte umfangreiche Ländereien und gab sie zur Bewirtschaftung an seine Familienangehörigen und Freunde. Formell sollten sie zur Besicherung eines Darlehens dienen, das vom Schatzamt Neuspaniens an die Krone in Madrid ausgegeben worden war. Im Hafen von Veracruz ließ er Handelswaren beschlagnahmen, die zum Verkauf in Mexiko-Stadt bestimmt waren und zwang so die dortigen Händler, sofort Abgaben an den König zu leisten.

### Absetzung und Rückkehr nach Europa
Die Beschwerden und Klagen, die aus allen Schichten der Kolonie nach Europa gelangten, häuften sich derart, dass der König 1664 die Absetzung von Juan de Leyva befahl und an seiner statt das Vizekönigreich interimistisch von Diego Osorio de Escobar, dem Bischof von Puebla, regieren lassen wollte. Juan de Leyva aber fing das königliche Schreiben ab und verharrte im Amt, bis der Bischof mit einer Volksmenge nach Mexiko-Stadt zog und seine Absetzung erzwang. Sein Auszug im September 1664 war von Pfiffen, Buhrufen und Steinewürfen begleitet.
Der König empfing seinen einstigen Vertrauten mit schweren Vorwürfen und untersagte ihm den Zugang zum Hof. Verbittert ging Juan de Leyva in ein Karmeliterkloster in Madrid. Während einige Quellen seinen Tod auf 1667 datieren, geben andere an, Juan de Leyva habe 1676 noch die Weihen zum Priester empfangen und sei erst 1678 gestorben.